# Eugen Netto
Eugen Otto Erwin Netto (Halle, 30 giugno 1848 – Gießen, 13 maggio 1919) è stato un matematico tedesco.

## Biografia
Dal 1858 frequenta il Gymnasium di Berlino dove l'insegnante di matematica Karl Heinrich Schellbach, già insegnante di Gotthold Eisenstein, gli trasmette la passione per la sua disciplina.
Nel 1866 si iscrive alla Università di Berlino dove ha come docenti Leopold Kronecker, Karl Weierstrass ed Ernst Eduard Kummer. Laureatosi nel 1870, insegna per nove anni al Gymnasium di Berlino e solo nel 1879 diviene professore straordinario all'Università di Strasburgo. Dopo tre anni, sostenuto da Weierstrass, diventa professore straordinario all'Università di Berlino e nel 1888 diventa professore ordinario all'Università di Giessen, cattedra che ricopre fino al 1913, anno del suo pensionamento.

## Sue pubblicazioni
- Substitutionentheorie und ihre Anwendung auf die Algebra. Teubner 1882.
- Die Determinanten. Teubner, 2. Auflage 1925.
- Lehrbuch der Combinatorik. Teubner, 1901, 2. Auflage 1927.
- Gruppen- und Substitutionstheorie. Leipzig, Göschen, 1908.
- Vorlesungen über Algebra. 2 Bände, Teubner, 1896, 1900.
- Netto: Kombinatorik.[collegamento interrotto] Enzyklopädie der mathematischen Wissenschaften, Bd.1, 1898.
- Netto: Rationale Funktionen einer Veränderlichen; ihre Nullstellen.[collegamento interrotto] Enzyklopädie Math.Wiss., Bd.1, 1899.
- Netto: Rationale Funktionen mehrerer Veränderlichen.[collegamento interrotto] Enzyklopädie Mathem.Wiss., Bd.1, 1899.